# Vuelo 517 de Eastwind Airlines
El vuelo 517 de Eastwind Airlines era un vuelo de cabotaje entre Trenton, Nueva Jersey y Richmond, Virginia, (ambos en Estados Unidos). El 9 de junio de 1996, el Boeing 737 que operaba el vuelo experimentó dos giros pronunciados a la izquierda debido a un problema con el timón de cola y posteriormente aterrizó en el aeropuerto Internacional de Richmond, sin víctimas fatales, aunque un miembro de la tripulación resultó con heridas leves. La aeronave quedó intacta después del incidente.
Más tarde se informó que el avión había tenido antes problemas con el timón de cola, debido a que se bloqueaba la válvula servodual sin explicación aparente. El vuelo 517 fue el primer vuelo en experimentar tales problemas de timón y aterrizar de manera segura, permitiendo a los investigadores entrevistar a los pilotos sobre su experiencia y estudiar el avión, lo que permitió explicar los accidentes del vuelo 585 de United Airlines y del vuelo 427 de USAir.

## Aeronave y tripulación
El avión era un Boeing 737-2H5 que al momento del incidente tenía 25 años. Anteriormente había sido entregado a Mey-Air bajo el registro LN-MTD en octubre de 1971 donde estuvo en servicio hasta que Mey-Air dejó de operar en marzo de 1974, siendo devuelto a Boeing. En mayo de 1974 fue comprado por Piedmont Airlines y registrado N754N operando hasta cambiar su registro a N221US en noviembre de 1988. Continuo operando con Piedmont hasta agosto de 1989 cuando se fusionó con USAir, operando bajo la misma hasta julio de 1995 cuando fue entregado a Eastwind Airlines.
La tripulación del vuelo 517 estaba al mando del capitán Brian Bishop, quien vivió para contar su experiencia a los investigadores de la NTSB.

## Incidente
Los pilotos experimentaron pérdida de control del timón en su aproximación final al Aeropuerto de Richmond, quedando las alas del avión en posición vertical, segundos después el avión se estabiliza y vuelve a su posición normal. La velocidad del avión fue de alrededor de 250 nudos y volaba a una altitud de unos 4.000 pies en el momento del incidente. Bishop le ordena al primer oficial revisar los sistemas del avión cuando éste vuelve a la posición vertical, con el ala derecha apuntando al piso. Ambos pilotos vuelven a pisar los pedales tratando de enderezar la aeronave, segundos después vuelve a su posición normal. Bishop, temiendo que el hecho se repitiera por tercera vez, le pide al primer oficial que notifique la emergencia a la torre de control del aeropuerto y busque un "punto oscuro", distante de zonas residenciales, en caso de no reponerse del incidente y el avión se estrelle, para evitar que nadie salga lastimado o haya saldo trágico a bordo. Con toda la calma que pudo, el primer oficial señaló un lugar oscuro como el ideal, pero antes tendrían que ver si les era posible aterrizar en el aeropuerto. Afortunadamente el avión aterrizó sin mayores incidentes y fue evacuado, sólo una auxiliar de vuelo sufrió heridas leves. 

## Investigación de la NTSB
La NTSB apenas se enteró de que a otro Boeing 737 se le había atorado el timón de cola y que había logrado aterrizar se lanzó a mandar a sus investigadores a Richmond, ya tenían más pruebas, estaban los pilotos vivos, el avión entero y todo listo para investigar. Tanto el capitán Bishop como su primer oficial declararon que el timón no respondía al pisar el pedal.
Una vez desmontada la grabadora de datos de vuelo la analizan y miran la gráfica de cómo se manejaron los pedales del timón, y manejaron la teoría del error del piloto, tanto en el caso del vuelo 585 de United Airlines y el vuelo 427 de UsAir los pilotos tenían el pedal a tope, trataban de que se enderezaran los aviones, sin éxito. Se desmonta también la cola del Boeing 737 de Eastwind y toman la válvula servodual para analizarla, y se desilusionan, los residuos vuelven a aparecer y la unidad trabaja bien a las pruebas a las que se somete, otra vez se le examina al microscopio tratando de ver si acaso dejaban marcas reveladoras y no se halla nada, todo estaba limpio. Una vez más interrogan a los pilotos y les vuelven a dar la misma versión: Antes de darse la vuelta sintieron que algo andaba mal en el timón.
Otro investigador recordó que en la Marina de los Estados Unidos se hacían pruebas con los timones de los aviones militares, consiste en someter a las válvulas servoduales a contraste de temperaturas, la válvula trabajaría a temperatura de congelación (que es la que se halla en pleno vuelo) y el fluido hidráulico que la mueve estaría caliente en extremo, tal como si operara en la vida real, de esa forma se lograba que las válvulas servoduales que mueven los timones de las aeronaves militares tuvieran la confiabilidad para hacer maniobras acrobáticas y de alto riesgo. Armados con esta nueva estrategia los investigadores sometieron a la válvula servodual del avión de Eastwind a la prueba de contraste térmico, rociaron la unidad con nitrógeno líquido para simular las temperaturas congelantes que hay a altitud de crucero, y luego por las mangueras hacen pasar el líquido hidráulico caliente en extremo . Ante los ojos de los expertos la válvula servodual se movía con normalidad durante varios segundos, hasta que se atoró.
Posteriormente, un experto de Boeing que seguía de cerca los accidentes de United y USAir y que ahora seguía el incidente de Eastwind analizó los datos de los expertos de la NTSB, repitió el experimento con otra válvula servodual, y no solo se atoró como les pasó a los investigadores, sino que también había empezado a funcionar al revés, ya no era que sólo se trabara, sino que se invertía. Ahora comprendían las gráficas de las grabadoras de datos de esos tres vuelos, el por qué los pilotos mantenían los pedales firmemente pisados, no podían saber que el mando de los timones se había invertido, si querían dar la vuelta a la derecha lo natural es pisar el pedal derecho pero en vez de responder a la maniobra se iba más a la izquierda y viceversa.
Con la investigación del incidente del vuelo 517 de Eastwind se obtuvo la causa de los accidentes de los vuelos 585 de United Airlines y 427 de USAir. La fábrica Parker Hannifin tuvo que rediseñar las válvulas servoduales y a Boeing le tocó la tarea de reemplazar estas piezas a toda la flota de 737 del mundo entero, además de rediseñar los criterios para cuando un incidente de esta naturaleza pasara en pleno vuelo.
El N221US fue reparado y volvió a estar en servicio con Eastwind Airlines hasta que la aerolínea cesó sus operaciones en 1999. El avión se almacenó en el aeropuerto Indy South Greenwood el mismo año y se desguazó en 2000, después de 29 años y 7 meses de servicio.

## Similitud con otros accidentes
- El 3 de marzo de 1991, el vuelo 585 de United Airlines, un Boeing 737-200, giró descontroladamente a la derecha en su aproximación final al aeropuerto de Colorado Springs. Los 20 pasajeros y 5 miembros de la tripulación murieron cuando el avión cayó cerca de la pista de aterrizaje.

- El 8 de septiembre de 1994 el vuelo 427 de UsAir, un Boeing 737-300, se estrelló cerca de Pittsburgh al girar sin control hacia la izquierda durante su aproximación final al Aeropuerto Internacional de Pittsburgh. Los 127 pasajeros y 5 miembros de la tripulación murieron.

- El 19 de diciembre de 1997 el Vuelo 185 de Silk Air, un Boeing 737-36N, giró sin control a la derecha en pleno vuelo, aunque otra investigación señala que fue un acto deliberado de uno de los pilotos (suicidio). Fallecieron todos sus ocupantes.

## Dramatización
Los eventos del vuelo 517 y su posterior investigación están caracterizados en el quinto episodio de la cuarta temporada de Mayday: catástrofes aéreas, titulado «Peligro oculto». El episodio también examina los accidentes del vuelo 585 de United Airlines y 427 de USAir  y los accidentes fueron nuevamente presentados en la subserie Mayday: Informe Especial, titulado «Problemas de inclinación».